# Synagogue d'Helsinki
La synagogue d’Helsinki (Helsingin synagoga en finnois, Helsingfors synagoga en suédois) dans la ville d'Helsinki (Helsingfors) est l'une des deux synagogues de Finlande.

## Présentation
Située dans le quartier de Kamppi, elle est utilisée par la communauté juive de la ville qui compte 1 200 membres. Elle est l'œuvre de l'architecte Johan Jacob Ahrenberg qui l'acheva en 1906.